# Persoonia
Genre
 Persoonia  est un genre de plantes à fleurs de la famille des Proteaceae et de la sous-famille des Persoonioideae, comprenant 101 espèces d'arbustes et de petits arbres. Le nom générique est en l'honneur du mycologue et botaniste néerlandais Christiaan Hendrik Persoon.
Toutes les espèces sont endémiques d'Australie. Elles sont largement répandues dans les régions non arides. Une espèce, Persoonia pertinax, se rencontre uniquement dans le Grand désert de Victoria, tandis que quelques autres espèces sont présentes dans les zones arides. La plupart sont cependant concentrées dans les régions tempérées subtropicales de l'Australie du Sud-Est et du Sud-Ouest, y compris la Tasmanie.
C'est le genre type de la tribu des Persoonieae et de la sous-famille des Persoonioideae.

## Description

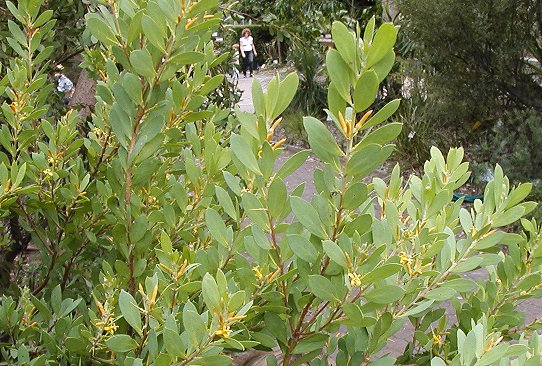
Feuillage de Persoonia lanceolata.

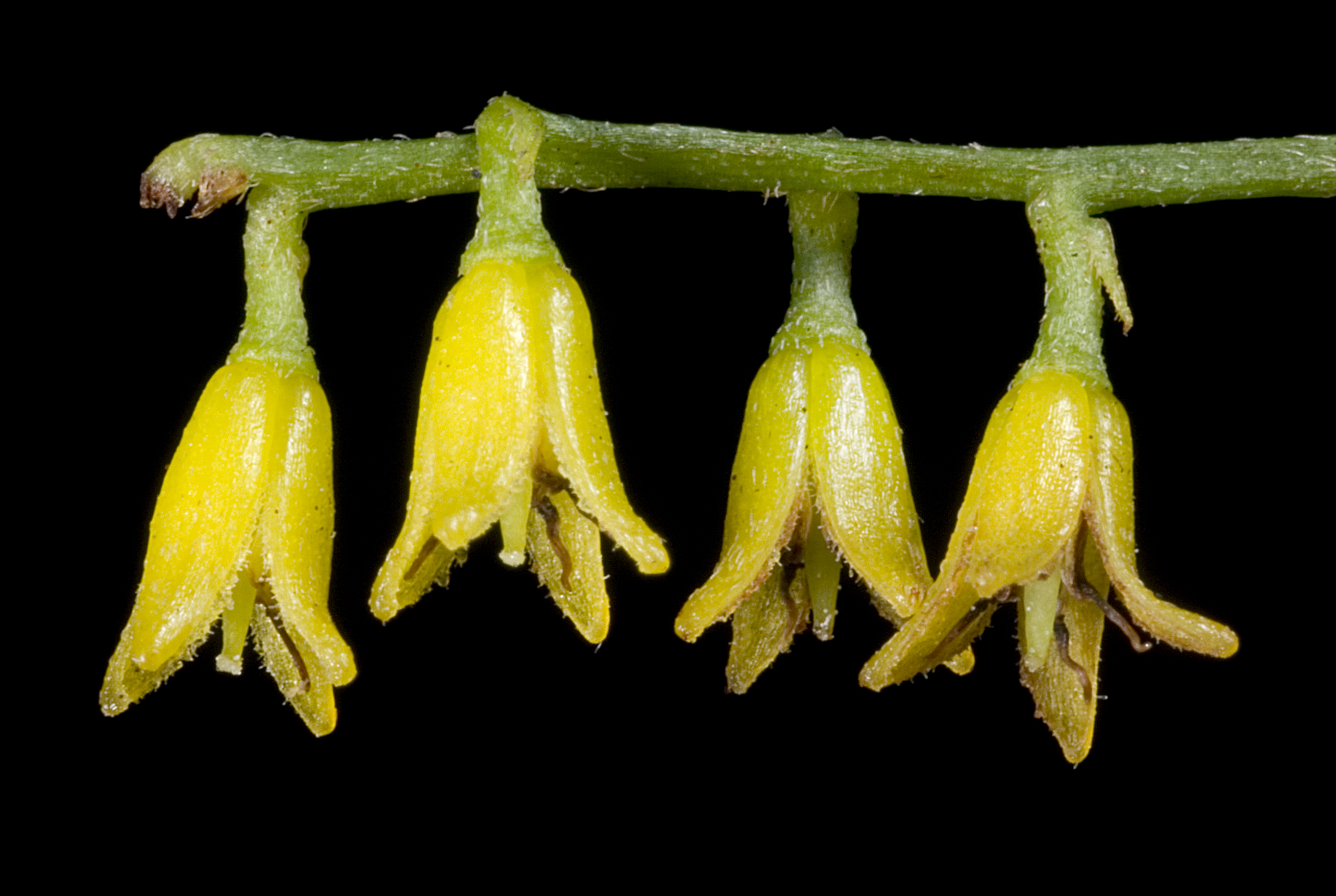
Fleurs de Persoonia graminea.

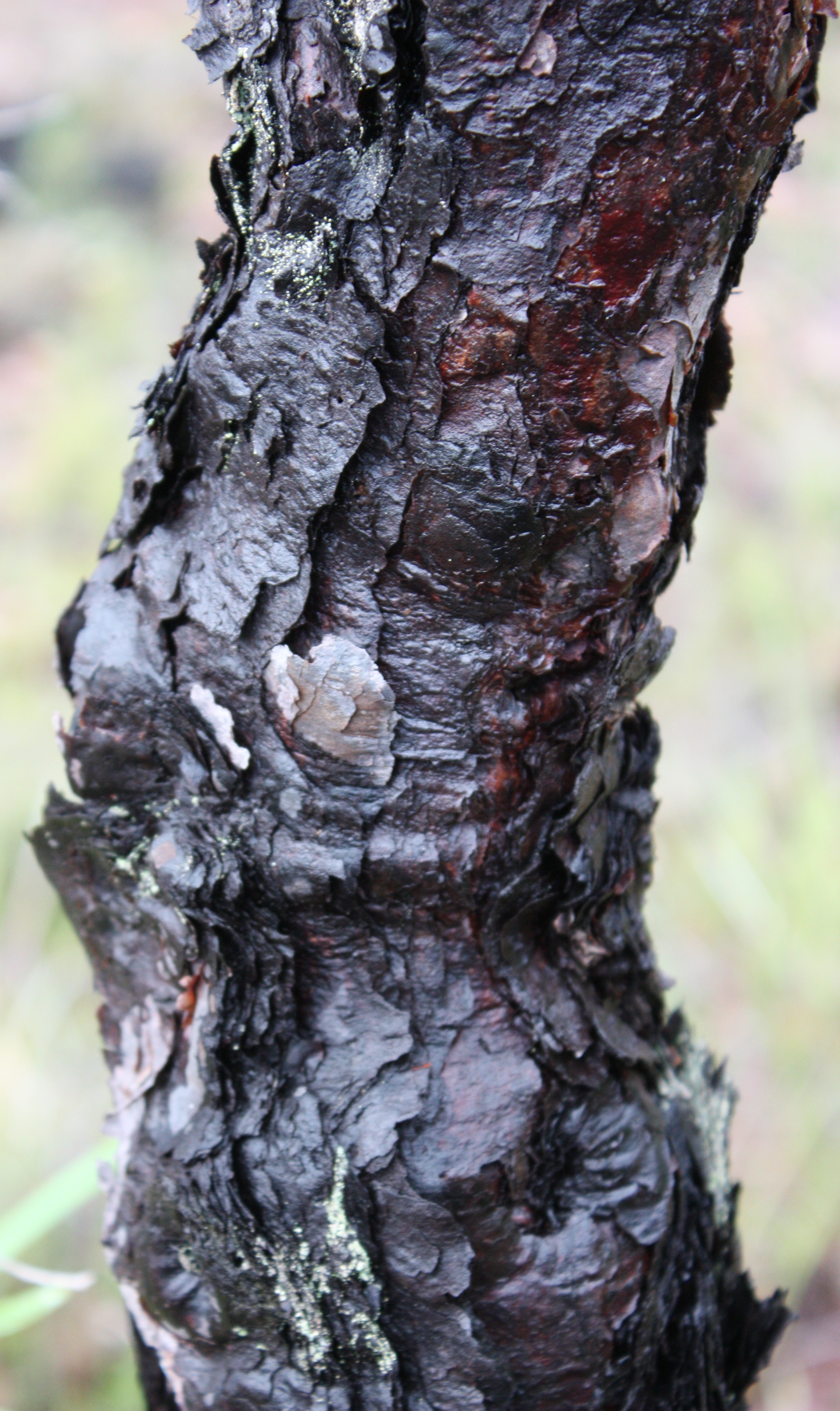
Écorce de Persoonia longifolia.

Le port des espèces de Persoonia varie en fonction de plusieurs caractéristiques, notamment le schéma de ramification au-dessus du sol, la morphologie souterraine, l'orientation des tiges (si la plante est dressée, couchée ou prostrée), la hauteur et la largeur de la plante, la densité des branches et du feuillage, l'épaisseur des tiges et le type d'écorce. Ce sont principalement des arbustes (moins de 4 m de haut) ou des petits arbres (plus de 4 m de haut). Une seule espèce, Persoonia graminea, est connue pour fleurir tout en ressemblant encore à une herbacée, mais se présente généralement sous la forme d'un arbuste plus grand, ligneux, mais à faible tige.
Il existe trois types de ramifications en surface (mais non distinctes). Chez certaines plantes, la ramification primaire se produit sous terre, de sorte que plusieurs tiges apparaissent indépendamment, formant une touffe. Pour le deuxième type, une seule tige basale se ramifie juste au-dessus du sol, de sorte que la plante est un arbuste arrondi ou étalé si elle est dressée. Le troisième type présente une seule tige basale qui ne se ramifie que bien au-dessus du sol. Ces plantes ont une couronne ou une voûte distincte si elles sont dressées. Ces trois types ne se distinguent pas ettenement, bien que certaines espèces présentent un seul type. Par exemple, Persoonia longifolia produit généralement un seul tronc principal surmonté d'un houppier, mais il peut y avoir de nombreuses pousses courtes regroupées à la base du tronc. 
Concernant les racines, une seule tige basale provient généralement d'un système de racines pivotantes souterraines. Cependant, les arbustes à tige unique n'ont pas nécessairement cette morphologie. Persoonia acicularis, Persoonia striata et au moins certaines formes de Persoonia quinquenervis produisent de longs rhizomes en forme de stolons qui se trouvent à environ 5 cm sous la surface du sol, et d'où émergent une ou plusieurs tiges aériennes à intervalles irréguliers. Une touffe de tiges peut également provenir d'une seule racine pivot verticale épaissie, par exemple chez Persoonia trinervis, ou d'un rhizome ramifié, rampant et grossièrement épaissi, comme chez Persoonia cornata et Persoonia saccata.
La plupart des espèces de Persoonia d'Australie occidentale possèdent des rhizomes à partir desquels elles se régénèrent après un incendie ou autres perturbations. L'écorce de la plupart des espèces est dure et compacte. Elle peut être quelque peu fissurée ou légèrement écaillée à la base de la tige principale et est généralement de couleur pâle à gris moyen ou marron et quelque peu tachetée. Quatre espèces possèdent cependant une écorce nettement différente : Persoonia falcata, Persoonia levis, Persoonia linearis et Persoonia longifolia ont toutes une écorce lamellaire constituée de nombreuses couches minces comme du papier, marron foncé ou gris à noir vers l'extérieur, mais rouge-violet profond vers l'intérieur. Ces couches sont généralement fissurées, et l'écorce dans son ensemble devient donc très floconneuse.

## Listes des espèces
Selon Plants of the World online (POWO) (17 février 2021) :
- Persoonia acerosa Sieber
- Persoonia acicularis F.Muell.
- Persoonia acuminata L.A.S.Johnson & P.H.Weston
- Persoonia adenantha Domin
- Persoonia amaliae Domin
- Persoonia × angulata R.Br.
- Persoonia angustiflora Benth.
- Persoonia arborea F.Muell.
- Persoonia asperula L.A.S.Johnson & P.H.Weston
- Persoonia × attenuata R.Br.
- Persoonia baeckeoides P.H.Weston
- Persoonia bargoensis P.H.Weston & L.A.S.Johnson
- Persoonia biglandulosa P.H.Weston
- Persoonia bowgada P.H.Weston
- Persoonia brachystylis F.Muell.
- Persoonia brevifolia (Benth.) L.A.S.Johnson & P.H.Weston
- Persoonia brevirhachis P.H.Weston
- Persoonia chamaepeuce Lhotsky ex Meisn.
- Persoonia chamaepitys A.Cunn.
- Persoonia chapmaniana P.H.Weston
- Persoonia comata Meisn.
- Persoonia confertiflora Benth.
- Persoonia conjuncta P.H.Weston & L.A.S.Johnson
- Persoonia cordifolia P.H.Weston
- Persoonia coriacea Audas & P.Morris
- Persoonia cornifolia A.Cunn. ex R.Br.
- Persoonia curvifolia R.Br.
- Persoonia cuspidifera L.A.S.Johnson & P.H.Weston
- Persoonia cymbifolia P.H.Weston
- Persoonia daphnoides A.Cunn. ex R.Br.
- Persoonia dillwynioides Meisn.
- Persoonia elliptica R.Br.
- Persoonia falcata R.Br.
- Persoonia fastigiata R.Br.
- Persoonia filiformis P.H.Weston
- Persoonia flexifolia R.Br.
- Persoonia glaucescens Sieber ex Spreng.
- Persoonia graminea R.Br.
- Persoonia gunnii Hook.f.
- Persoonia hakeiformis Meisn.
- Persoonia helix P.H.Weston
- Persoonia hexagona P.H.Weston
- Persoonia hindii P.H.Weston & L.A.S.Johnson
- Persoonia hirsuta Pers.
- Persoonia inconspicua P.H.Weston
- Persoonia iogyna P.H.Weston & L.A.S.Johnson
- Persoonia isophylla L.A.S.Johnson & P.H.Weston
- Persoonia juniperina Labill.
- Persoonia kararae P.H.Weston
- Persoonia katerae P.H.Weston & L.A.S.Johnson
- Persoonia lanceolata Andrews
- Persoonia laurina Pers.
- Persoonia laxa L.A.S.Johnson & P.H.Weston
- Persoonia leucopogon S.Moore
- Persoonia levis (Cav.) Domin
- Persoonia linearis Andrews
- Persoonia longifolia R.Br.
- Persoonia × lucida R.Br.
- Persoonia manotricha A.S.Markey & R.Butcher
- Persoonia marginata A.Cunn. ex R.Br.
- Persoonia media R.Br.
- Persoonia micranthera P.H.Weston
- Persoonia microphylla R.Br.
- Persoonia mollis R.Br.
- Persoonia moscalii Orchard
- Persoonia muelleri (P.Parm.) Orchard
- Persoonia myrtilloides Sieber
- Persoonia nutans R.Br.
- Persoonia oblongata A.Cunn. ex R.Br.
- Persoonia oleoides L.A.S.Johnson & P.H.Weston
- Persoonia oxycoccoides Sieber ex Spreng.
- Persoonia papillosa P.H.Weston
- Persoonia pauciflora P.H.Weston
- Persoonia pentasticha P.H.Weston
- Persoonia pertinax P.H.Weston
- Persoonia pinifolia R.Br.
- Persoonia procumbens L.A.S.Johnson & P.H.Weston
- Persoonia prostrata R.Br.
- Persoonia pungens W.Fitzg.
- Persoonia quinquenervis Hook.
- Persoonia recedens Gand.
- Persoonia rigida R.Br.
- Persoonia rudis Meisn.
- Persoonia rufa L.A.S.Johnson & P.H.Weston
- Persoonia rufiflora Meisn.
- Persoonia saccata R.Br.
- Persoonia salicina Pers.
- Persoonia saundersiana Kippist ex Meisn.
- Persoonia scabra R.Br.
- Persoonia sericea A.Cunn. ex R.Br.
- Persoonia silvatica L.A.S.Johnson
- Persoonia spathulata R.Br.
- Persoonia stradbrokensis Domin
- Persoonia striata R.Br.
- Persoonia stricta C.A.Gardner ex P.H.Weston
- Persoonia subtilis P.H.Weston & L.A.S.Johnson
- Persoonia subvelutina L.A.S.Johnson
- Persoonia sulcata Meisn.
- Persoonia tenuifolia R.Br.
- Persoonia terminalis L.A.S.Johnson & P.H.Weston
- Persoonia trinervis Meisn.
- Persoonia tropica P.H.Weston & L.A.S.Johnson
- Persoonia virgata R.Br.
- Persoonia volcanica P.H.Weston & L.A.S.Johnson